# Luftballong

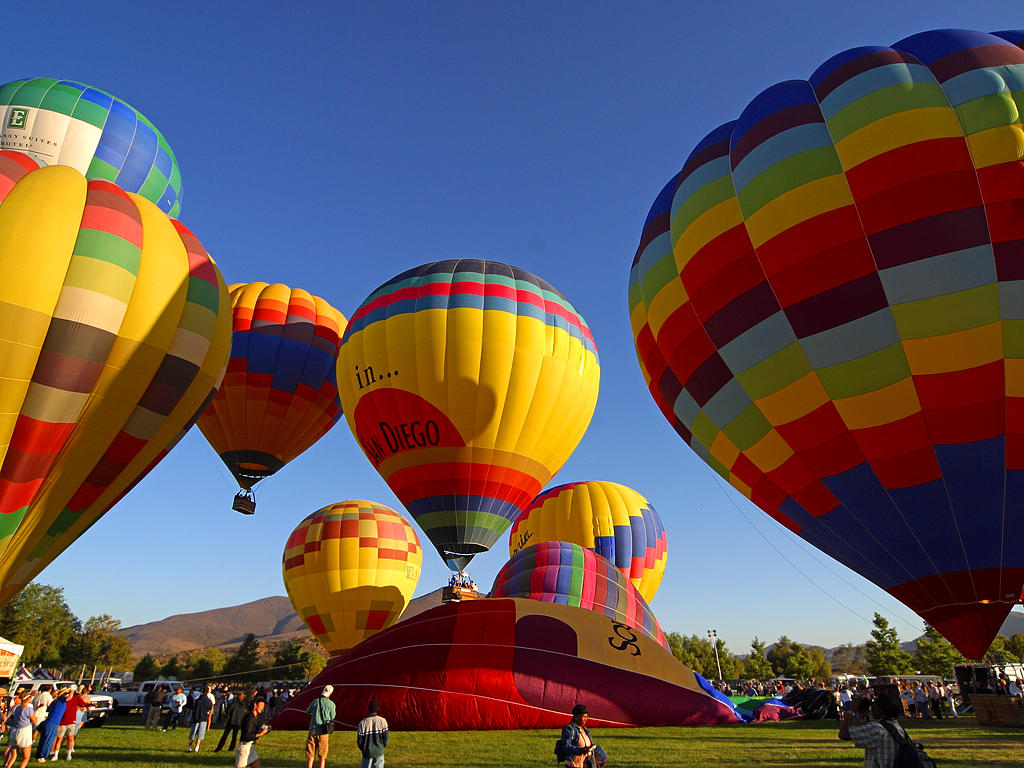
Varmluftsballonger San Diego, Kalifornien

En luftballong är en luftfarkost lättare än luften och utan framdrivning, en så kallad aerostat. Dess lyftkraft följer Arkimedes princip. Det finns två bastyper – montgolfière (varmluftsballong) och charlière (gasballong) – och en hybridtyp rozière som fanns redan 1785 men har återuppstått i våra dagar i samband med sådana rekordförsök som jorden-runt-färder. 

## Funktion

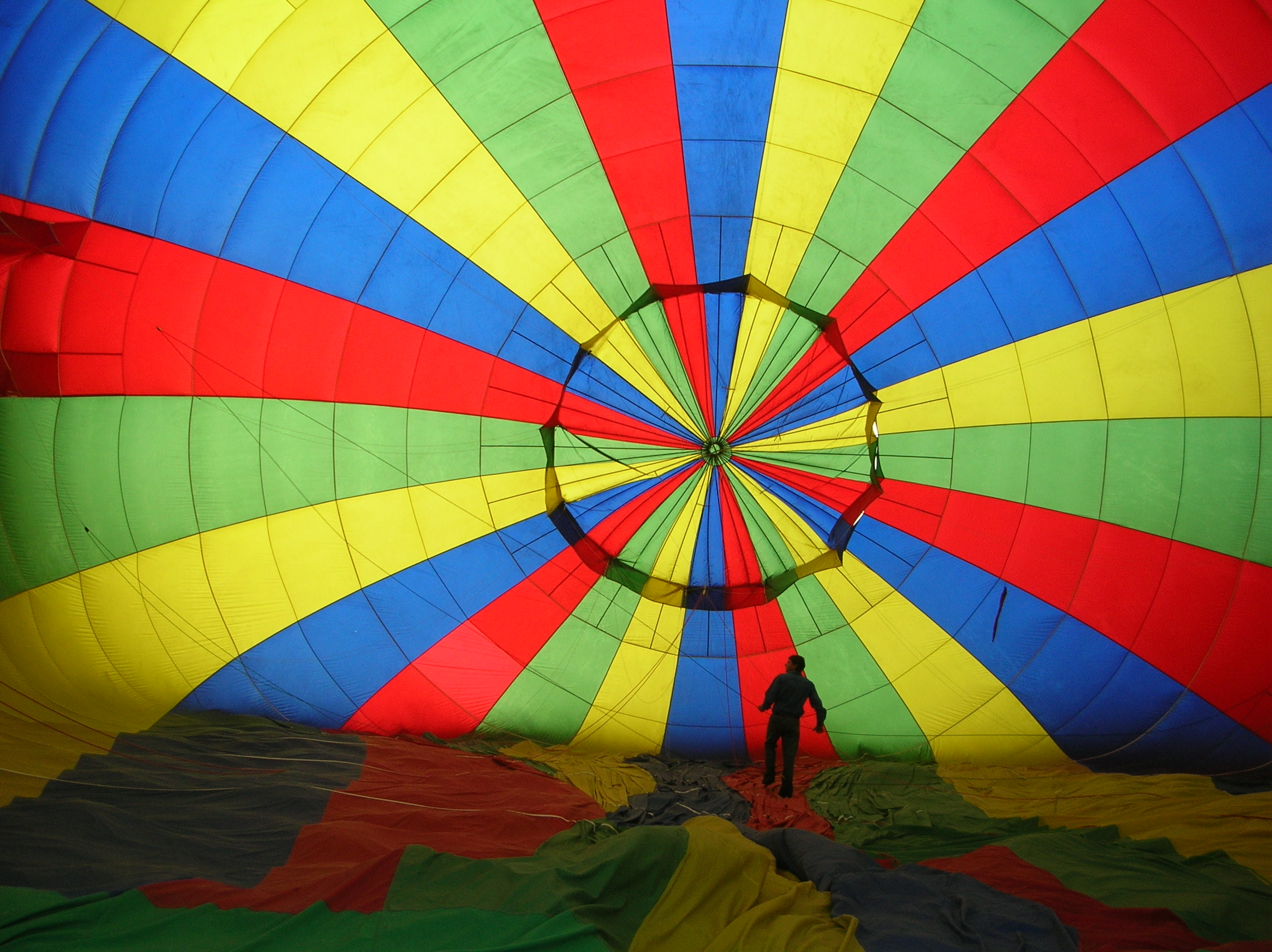
Insida av en varmluftsballong

Eftersom ballongerna flyger i vindens riktning är styrmöjligheterna begränsade till att utnyttja att vinden vanligen har olika riktning på olika höjder och över olika platser, främst beroende på topografin och solens olika uppvärmning av marken. Vid svaga vindar kan vindarnas riktning variera kraftigt dels lokalt och dels med höjden. Vid starkare vindar kan ballongfararna utnyttja att Corioliseffekten ökar med höjden. På låg höjd motverkas Corioliseffekten av luftens friktion mot marken. Om man bortser från frontområden med komplicerade vindförhållanden gör detta att vinden vrider åt höger med ökande höjd (på norra halvklotet). 
Varmluftsballonger är fyllda med luft som värms upp av en brännare till erforderlig temperatur för att ballongen ska lyfta. Den temperatur som behövs beror på hur varmt det är ute samt vilken vikt som ska lyftas. Ballongens lyftkraft blir större med den ökade temperaturskillnaden mellan luften i ballongen och utanför. I en sådan regleras flyghöjden med temperaturen och lyftkraften är 2–3 N/m3.
Gasballonger är idag fyllda med helium, medan man på 1800-talet ibland även använde stadsgas (lysgas) eller vätgas. Deras flyghöjd regleras med gas- eller ballastutsläpp (oftast sand eller vatten). Lyftkraften för vätgas är ~7,5 N/m3.

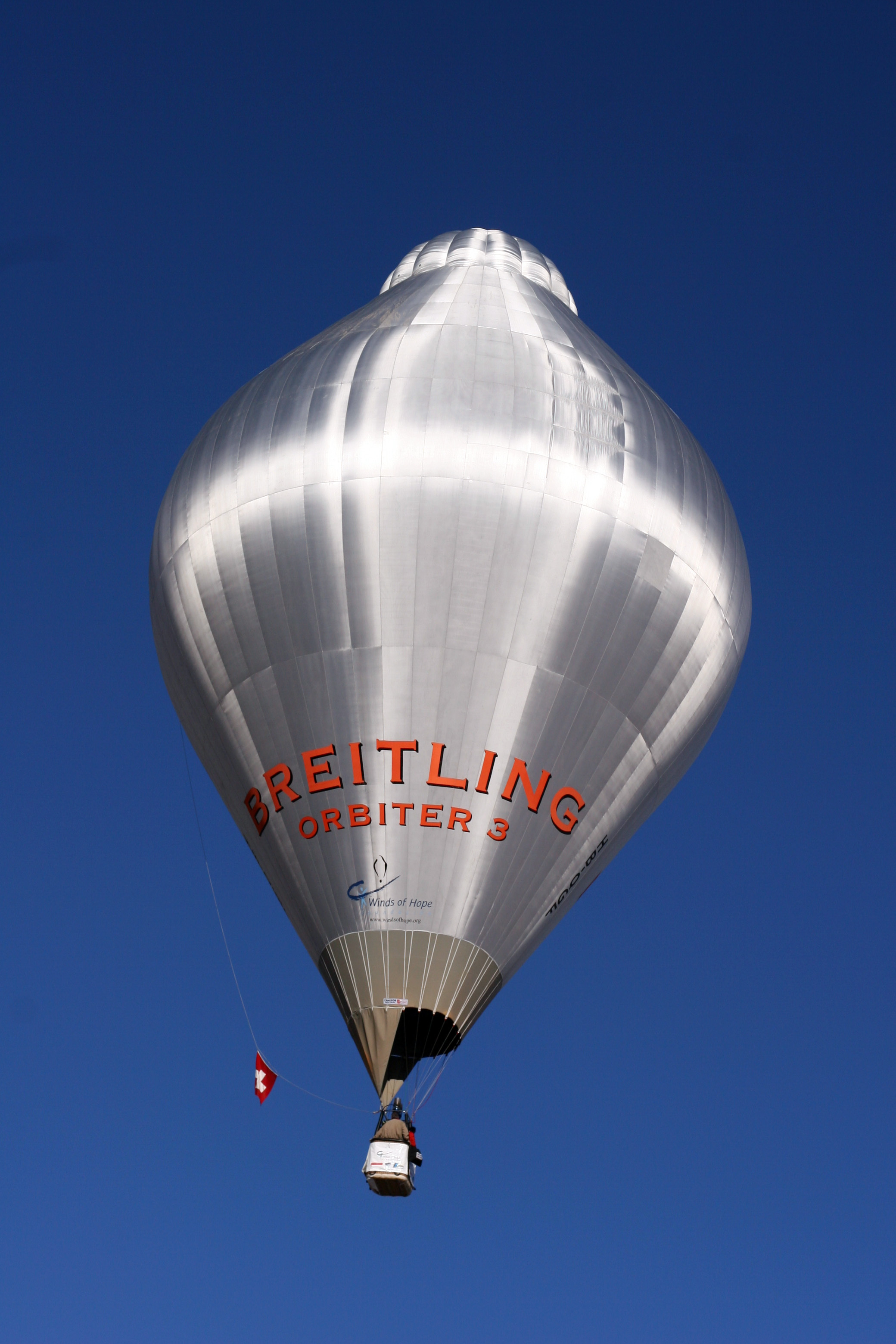
Rozièreballongen Breitling Orbiter 3.

En kombination av varmluft- och gasballong, rozièreballong, används främst vid distansflygning.
Utanför Sverige använder man vanligtvis vätgas när man flyger gasballong. Ett exempel är Tyskland där detta är mycket vanligt.

## Bilder, olika ballongformer (urval)

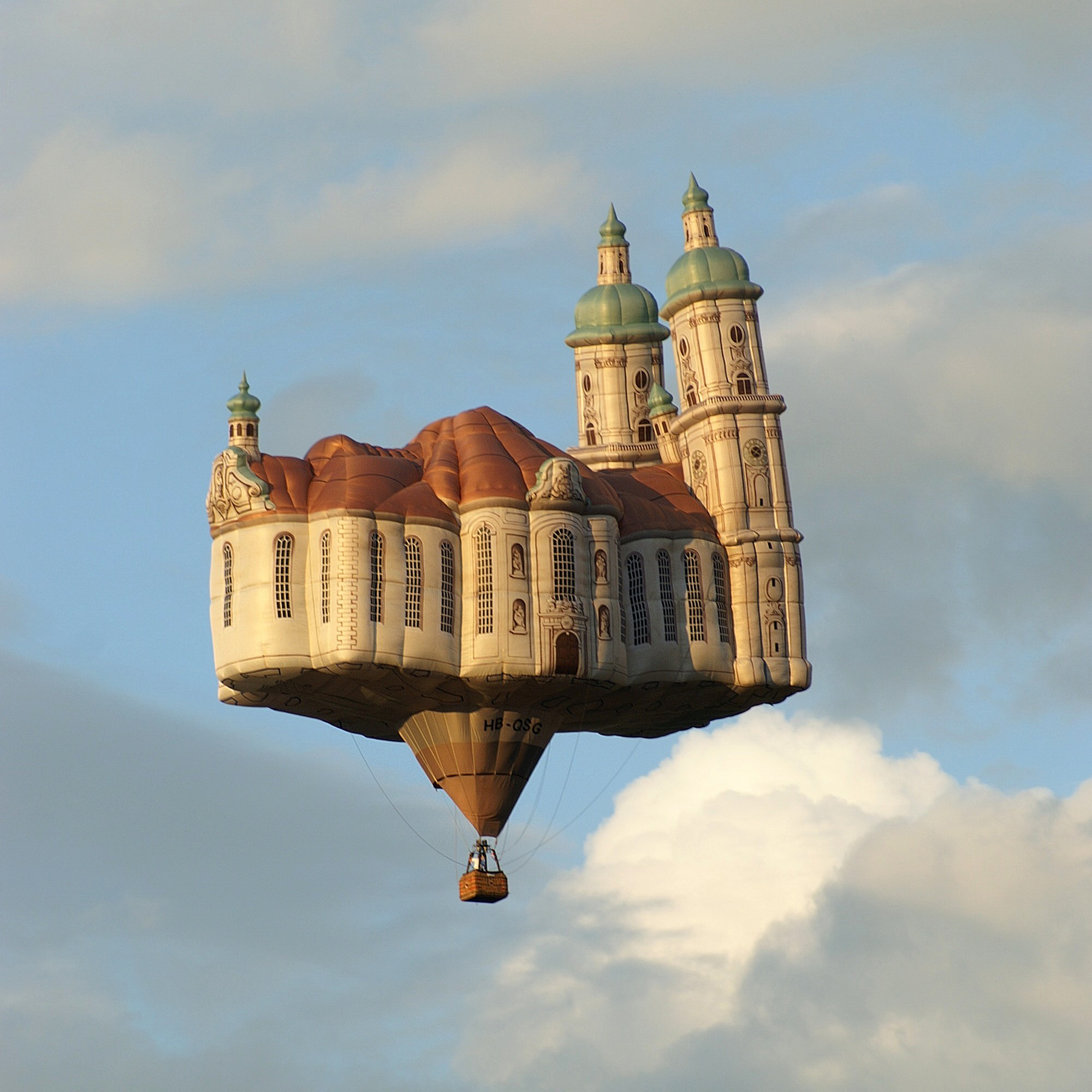
Luftballonger kan tillverkas i många former, här i skepnad av klosterkyrkan i Sankt Gallen.
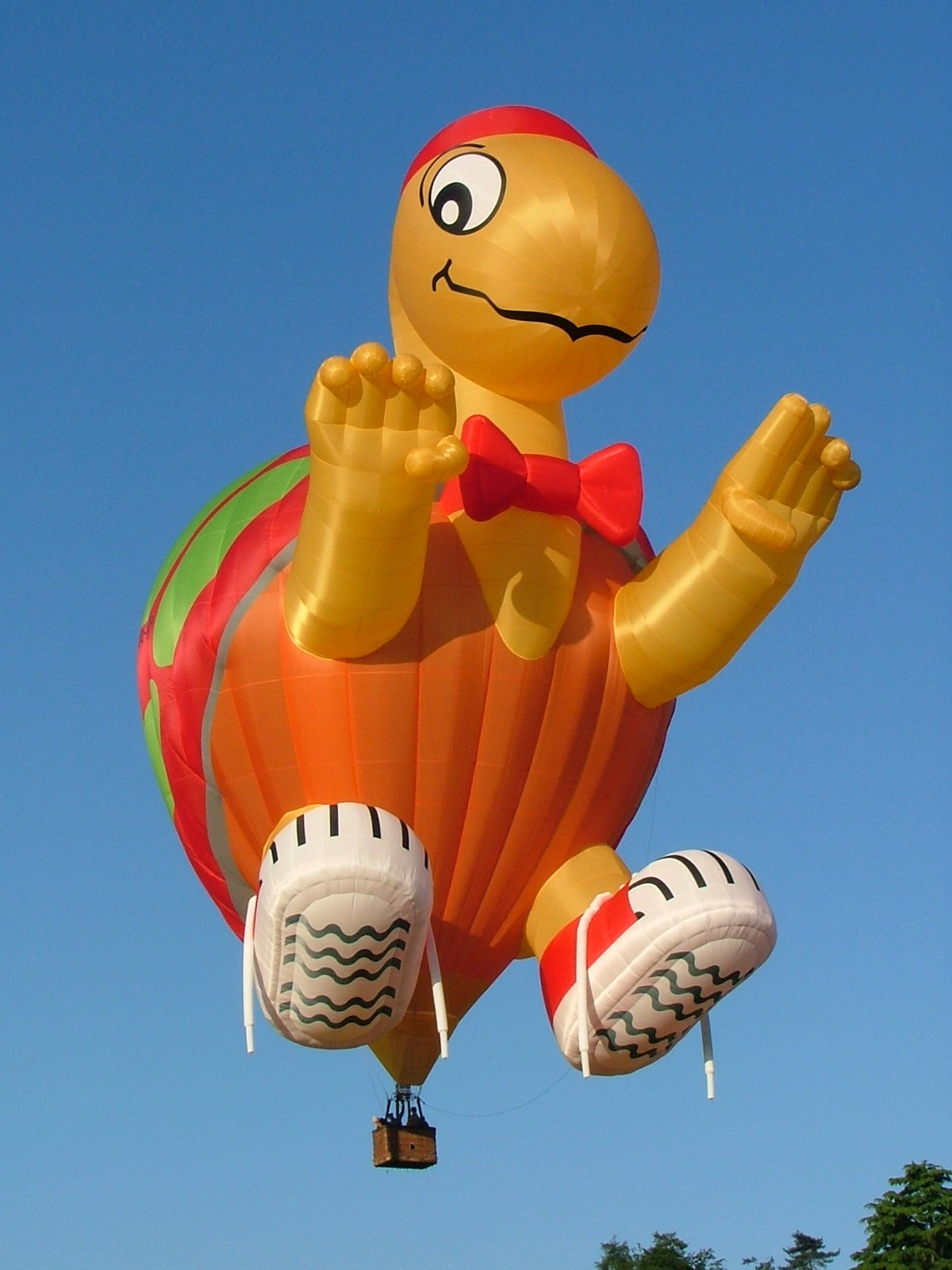
I form av "Mister Bup the Turtle".
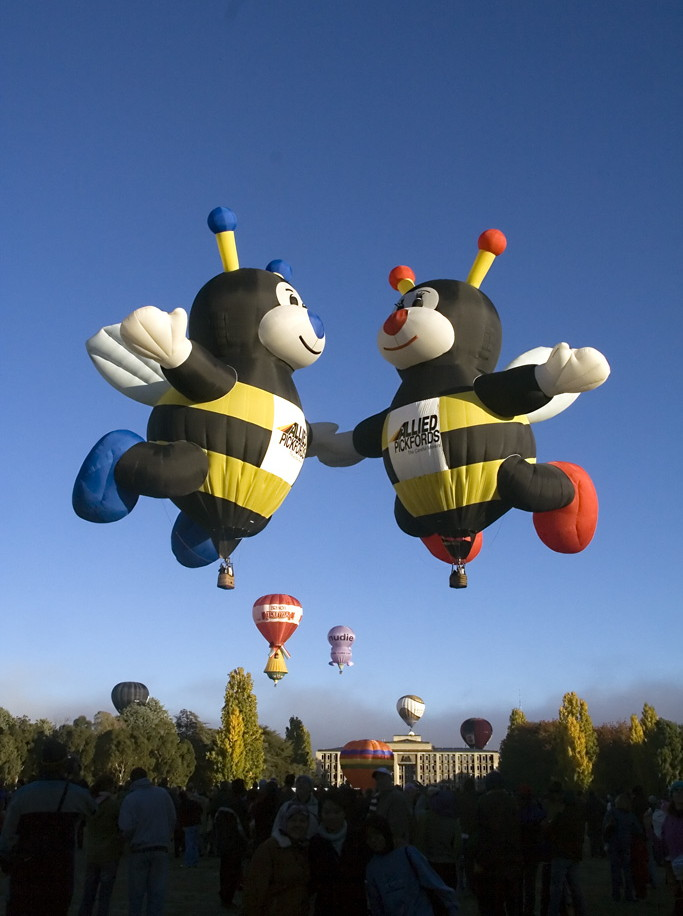
Canberra Baloon Fiesta 2006.
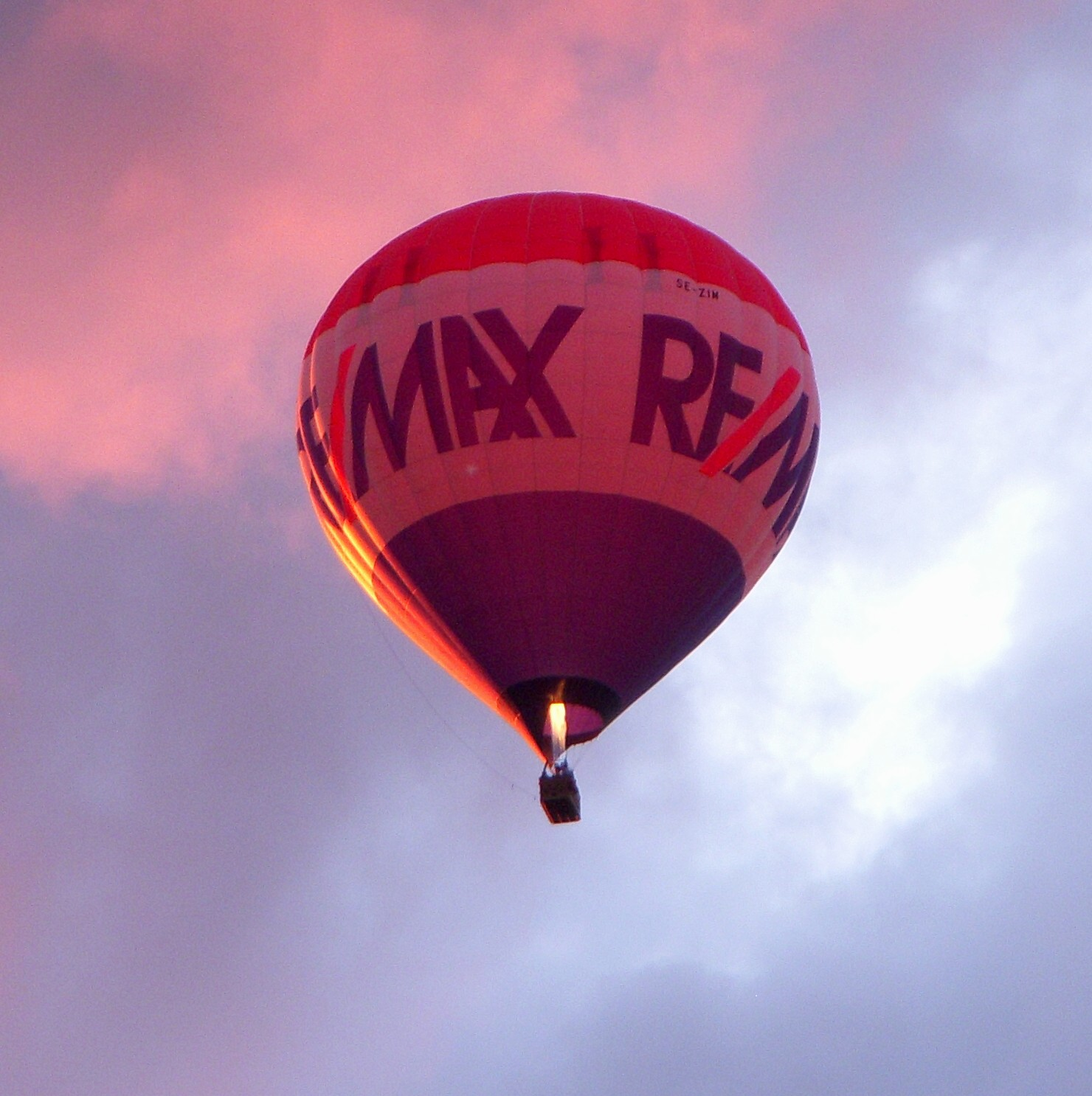
Ballong över Stockholm med gaslågan tänd.

## Historik
Principen för luftballongen är gammal. Det första dokumenterade experimentet med en modellballong utfördes jesuitfadern Bartolomeu de Gusmão i Lissabon 1709. Möjligen hade man då känt till principen i Peru och Kina redan tidigare. Jesuitien Francesco de Lana offentliggjorde redan 1670 ett förslag på hur en luftballong skulle kunna konstrueras, baserat på Arkimedes princip.
Den franske missionären Vassou berättade 1694 att man redan på 1300-talet skickat upp ballonger för att fira kejsar Fokiens tronbestigning, antagligen flygande lyktor. 
Den första bemannade flygningen ägde rum 21 november 1783. Det var två bröder vid namn Montgolfier från Frankrike som konstruerade den första bemannade varmluftsballongen, redan tidigare samma år konstruerade den franska vetenskapsmannen Jacques Charles den första gasballongen, och 1 december 1783 genomförde han en första lyckad bemannad flygning.
År 1785 genomfördes den första lyckade färden över Engelska kanalen.
Bara några år efter 1783 kom gasballongen att helt dominera över varmluftsballongerna som var opraktiska med dåtida bränslen. En renässans för varmluftsballongen kom i USA på 1960-talet med gasolbrännare och nya material i själva ballonghöljet.

## Historiska ballonger (urval)

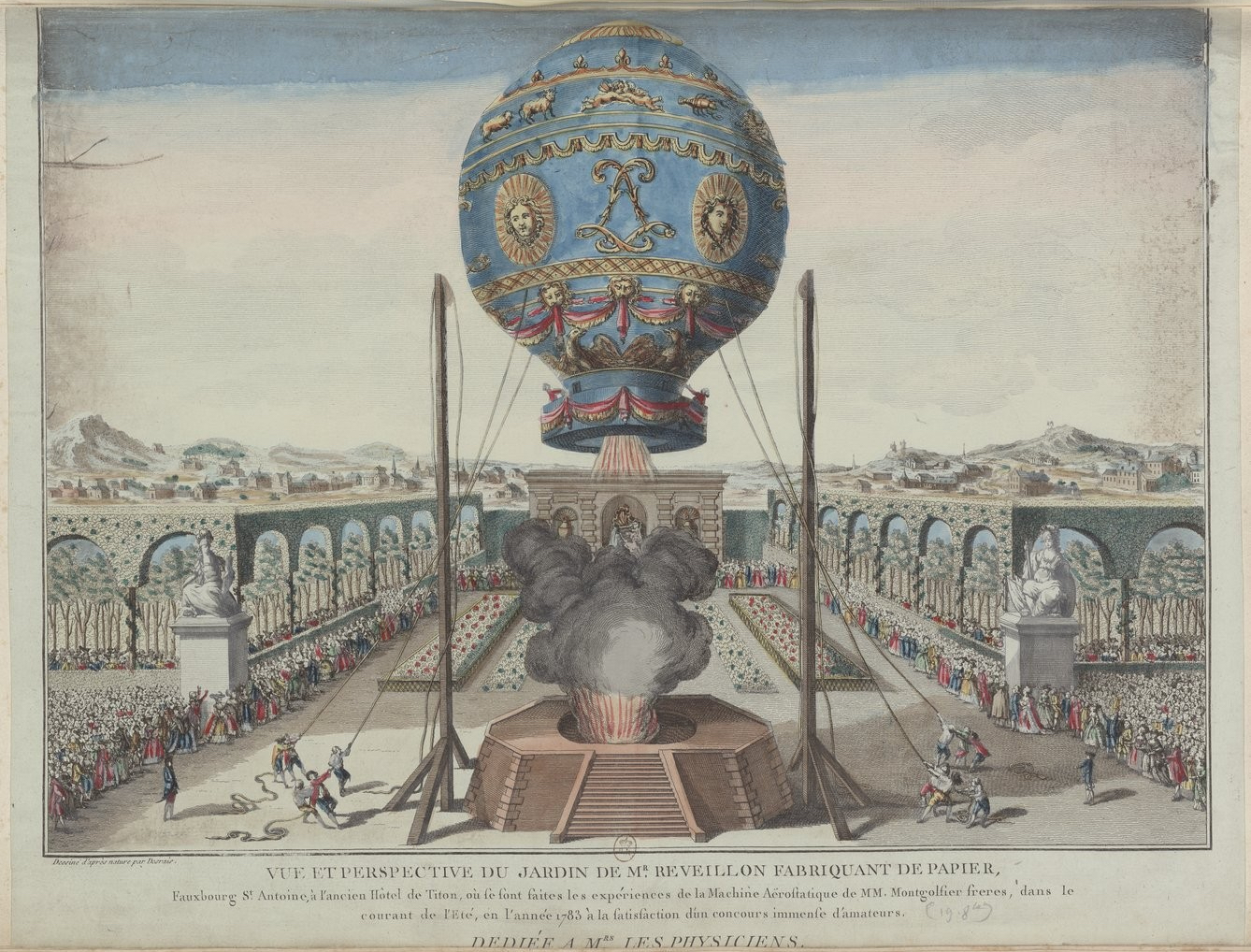
En av bröderna Montgolfiers ballonguppstigningar 1783.
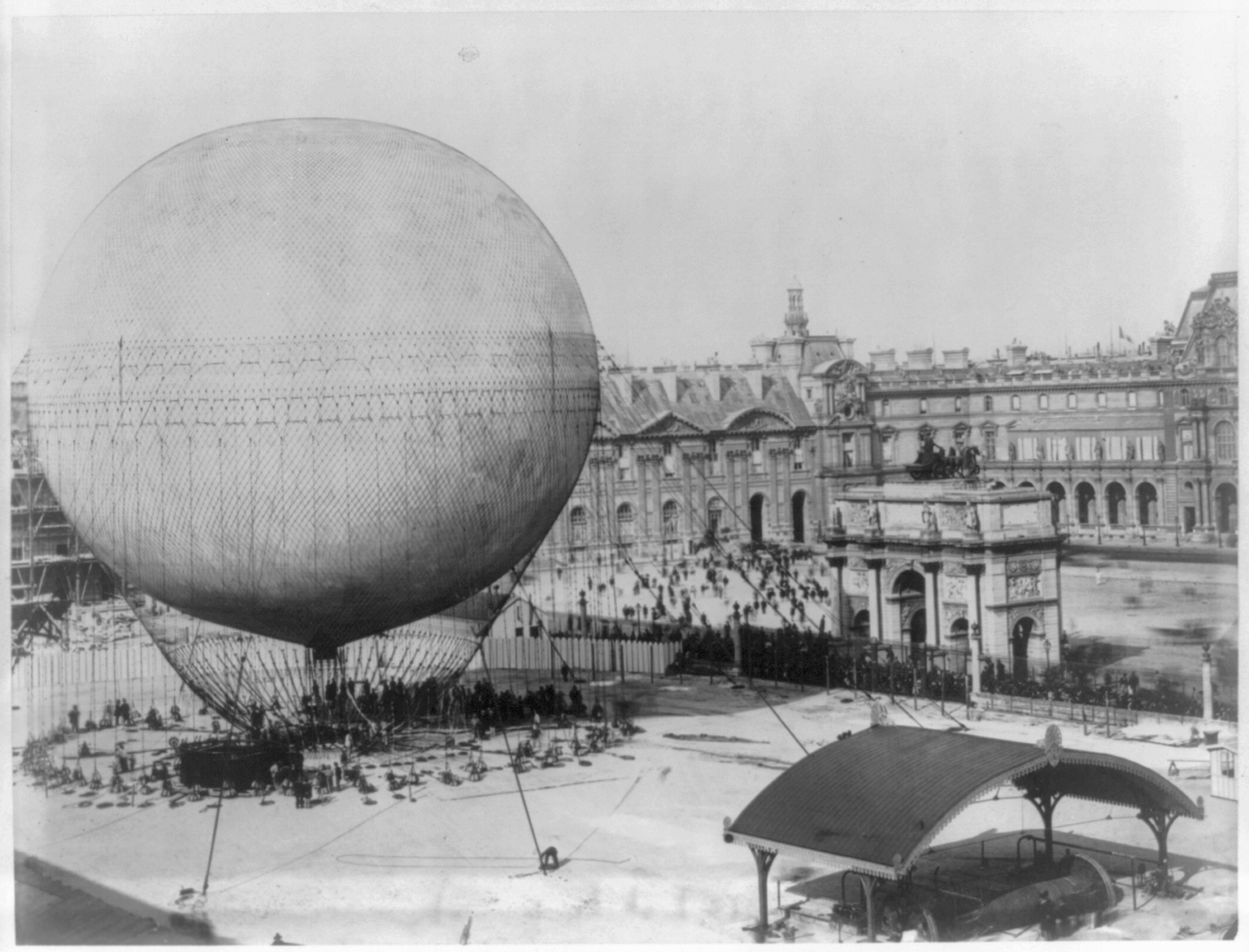
Henry Gifford's ballong i Paris 1878.
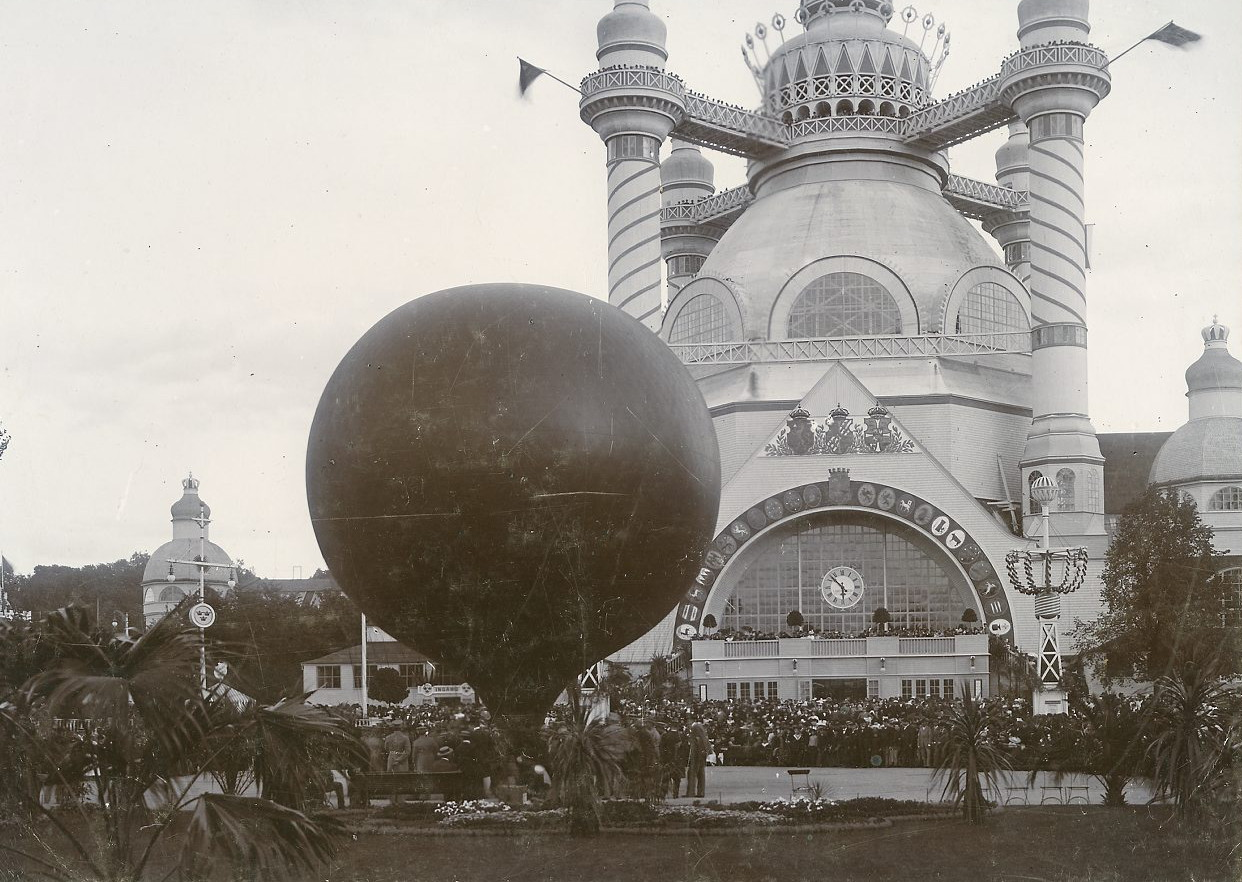
Allmänna konst- och industriutställningen 1897.
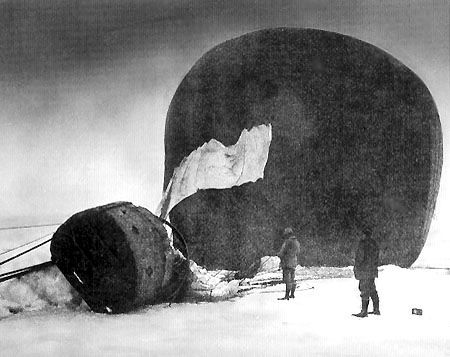
Örnen, Andrées polarexpedition 1897.

## Förberedelse och start
Innan en säker ballongflygning kan påbörjas, måste piloten kontrollera vädret och välja en lämplig startpunkt. Startplatsen kräver visst utrymme. Ofta hjälper ballongens passagerare till vid riggningen av ballongen. Gången är följande:
- Korgen med brännaren lyfts ner från sitt transportfordon och läggs på sidan.
- Ballonghöljet dras ur sin säck och breds ut på marken.
- Ballonghöljet fästs på ballongkorgen.
- Ballonghöljet fylls till en början med luft med hjälp av en fläkt, sedan med hetluft från brännaren.
- Efter ett tag reser sig ballongen och korgen.
- Nu kan passagerarna och piloten hoppa in i korgen.
- Piloten drar på brännaren och ballongen lyfter.
- Piloten står via radio i kontakt med en följebil, som dirigeras till den förväntade landningsplatsen.

## Sverige
Den första ballonguppstigningen i Sverige gjordes 1806. I början användes luftballonger bara vid folkfester och liknande tillställningar, men senare har de använts till vetenskapliga expeditioner. En berömd sådan är Andrées polarexpedition 1897. När Victor Rolla förolyckades i sin ballong 1890, blev han första dödsoffret för en flygrelaterad olycka i Sverige.
I Sverige började modern ballongflygning med varmluftsballonger år 1967. Svenska Ballongfederationen, SBF, bildades 1972 och är ett samarbetsorgan för Sveriges ballongfarare. SBF:s uppgift är att verka för att privat ballongflygning i Sverige bedrivs under säkra och ändamålsenliga former.
Den kommersiella delen av ballongflygningen i Sverige sorterar under en organisation som heter SBI, som verkar för att denna verksamhet bedrivs i enlighet med tillsynsmyndighetens (Transportstyrelsen) regler.
Samtliga medlemmar i SBI ska ha ett eget tillstånd för kommersiell passagerarebefordran utfärdat av Transportstyrelsen.
Ballongflygning med varmluftsluftballong bedrivs numera såväl som fritidsnöje och sport med tävlingar som uppstigningar med betalande passagerare. Den kommersiella verksamheten har sedan 1985 vuxit genom åren. Nu flyger cirka 25 000 personer varmluftsballong varje år, korgarna kan numera ta upp till 35 personer. Den huvudsakliga verksamheten bedrivs i Stockholm där flest passagerare flygs under säsongen som är från maj till den sista september.